# Plexo venoso retal
O plexo venoso retal é um plexo venoso da pelve.